# Алтайське (Алтайський район)
Алта́йське (рос. Алтайское) — село, центр Алтайського району Алтайського краю, Росія. Адміністративний центр та єдиний населений пункт Алтайської сільської ради.
Стара назва — Алтайський.

## Населення
Населення — 13713 осіб (2010; 13962 у 2002).
Національний склад (станом на 2002 рік):
- росіяни — 94 %